# Hanneke van Eck
Hanneke van Eck (28 december 1964) is een Nederlands voormalig korfbalster. Ze werd Nederlands kampioen met Fortuna en speelde ook voor het Nederlands korfbalteam.

## Begin van Carrière
Van Eck begon met korfbal bij R.S.V. Trekvogels uit Rotterdam. Ze doorliep hier de jeugdteams om uiteindelijk in de hoofdmacht te spelen.
Ondanks dat Van Eck met Trekvogels niet in de Hoofdklasse uitkwam, werd ze in deze periode al geselecteerd voor het Nederlands korfbalteam, onder bondscoach Ben Crum.
Om echt op het hoogste niveau te spelen, verruilde Van Eck in 1987 van club.

## Fortuna
In 1987 ging Van Eck spelen bij het Delftse Fortuna, een club die in 1983, 1985 en 1986 al Nederlands kampioen was geworden.
Zo kwam ze op 23-jarige leeftijd samen te spelen met korfballers zoals Hans Heemskerk, Arno Preuninger en Taco Brouw.
In haar eerste seizoen, 1987-1988 kreeg ze veel speelminuten. Haar goede optreden zorgde niet voor een finaleplek voor Fortuna, want in de zaal eindigde het 4e in de Hoofdklasse A en ook op het veld werd Fortuna 4e. Desondanks werd Van Eck onderscheiden met de prijs "Beste Debutant".
Na haar eerste seizoen kreeg Fortuna een nieuwe coach. Jan Preuninger werd door de terugkerende hoofdcoach Theo van Zee vervangen en hierdoor ging het beter met Fortuna. In seizoen werd Fortuna 3e in de zaal en op het veld werd het 3e, er was dus stijgende lijn te bespeuren in het team.
In haar derde seizoen bij Fortuna, 1989-1990 was het wel raak. Fortuna behaalde in de zaal in de Hoofdklasse A 19 punten en bleef zo 1 punt voor op concurrent Oost-Arnhem. Hierdoor plaatste Fortuna zich voor de landelijke zaalfinale. In deze finale, waar Deetos de tegenstander was, won Fortuna met 14-12. Hierdoor was Van Eck Nederlands kampioen.
In seizoen 1990-1991 kreeg Van Eck in november te maken met een blessure. Ze scheurde in een wedstrijd haar enkelbanden en moest voor lange periode aan de kant meekijken.
Vanwege deze blessure kon zij niet meespelen bij de Europacup, een internationaal zaaltoernooi waarbij de Europese zaalkampioenen meedoen. Fortuna ging niet met de beker naar huis, want het verloor in de finale van het Belgische Sikopi.
Ze kwam nog wel terug, ook om op het WK van 1991 te spelen. Ze stopte in 1993 bij Fortuna.

## Erelijst
- Nederlands kampioen zaalkorfbal, 1x (1990)
- Debutant van het Jaar, 1x (1988)

## Oranje
Al in haar periode bij Trekvogels werd Van Eck geselecteerd voor het Nederlands korfbalteam.
Uiteindelijk speelde ze 29 officiële interlands, waarvan 4 op het veld en 25 in de zaal.
Zo speelde van Eck onder andere op het WK van 1991.